# الرسالة الشافية
الرسالة الشافية من تأليف عبد القاهر الجرجاني في علوم القرآن وأصول التفسير.

## عن المؤلف
أبو بكر عبد القاهر بن عبد الرحمن بن محمد الجرجاني النحوي، ولد في جرجان، وهي مدينة معروفة بين طبرستان وخراسان - ونسب إليها، وكان ذلك في مطلع القرن الخامس الهجري. أخذ علمه عن شيخه أبي الحسيين محمد بن عبد الوارث الفارسي ابن أخت الشيخ أبي علي الفارسي، وتتلمذ على كتب سابقيه ومعاصريه من النحاة والبلاغيين والنقاد والأدباء والمتكلمين. ومن تلاميذه: يحيى بن علي الخطيب التبريزي، وعلي بن زيد الفصيحي، وأبو نصر أحمد بن إبراهيم بن محمد الشجري، وأحمد بن عبد الله المهاباذي (الضرير) صاحب شرح "اللمع " لابن جني. دوّت شهرته في الآفاق، فعدّه أبو البركات الأنباري من أكابر النحويين، وعدّه الباخرزي - معاصره - من الأدباء، وقال فيه: «هو فرد في علمه الغزير، لا بل هو العلم المفرد في الأئمة والمشاهير، واتفقت على إمامته الألسنة». وقال فيه الفيروز أبادي: «إمام العربية واللغة والبيان».